# Trewung
Trewung is een bestuurslaag in het regentschap Pasuruan van de provincie Oost-Java, Indonesië. Trewung telt 1591 inwoners (volkstelling 2010).